# Negeta stalactitis
Negeta stalactitis är en fjärilsart som beskrevs av George Francis Hampson 1905. Negeta stalactitis ingår i släktet Negeta och familjen trågspinnare. Inga underarter finns listade i Catalogue of Life.